# AIM-120 (ミサイル)
AIM-120 AMRAAM（Advanced Medium-Range Air-to-Air Missile、アムラーム）は、アメリカ合衆国のヒューズ社が開発した中距離空対空ミサイルである。なお、ヒューズ・ミサイル・システムズ社はレイセオン社に吸収合併されたため、AMRAAMは現在レイセオン社によって生産と派生型の開発が行われている。

## 開発経緯

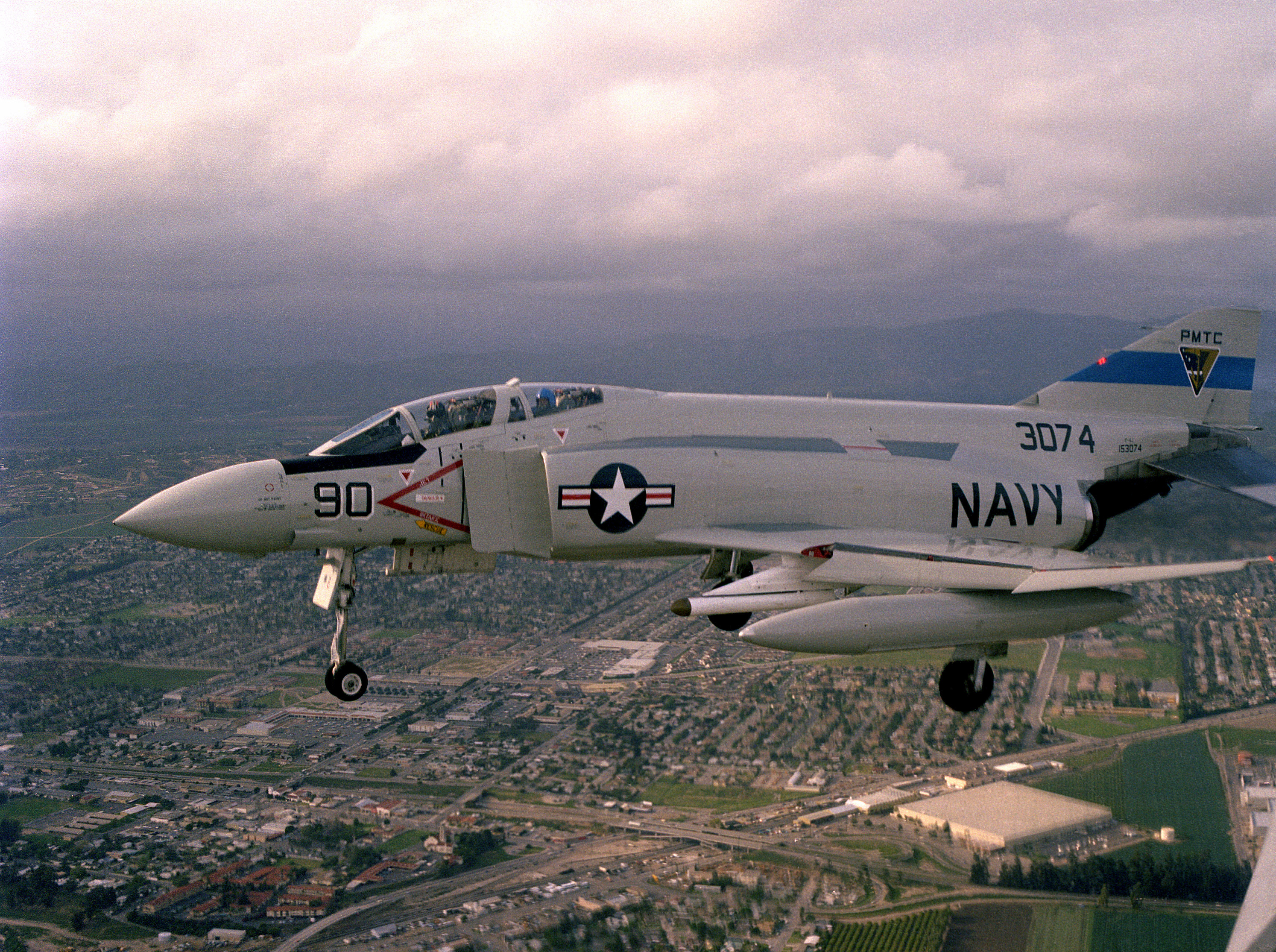
Sta.2にAMRAAMの試作型を搭載したPMTC所属のF-4J

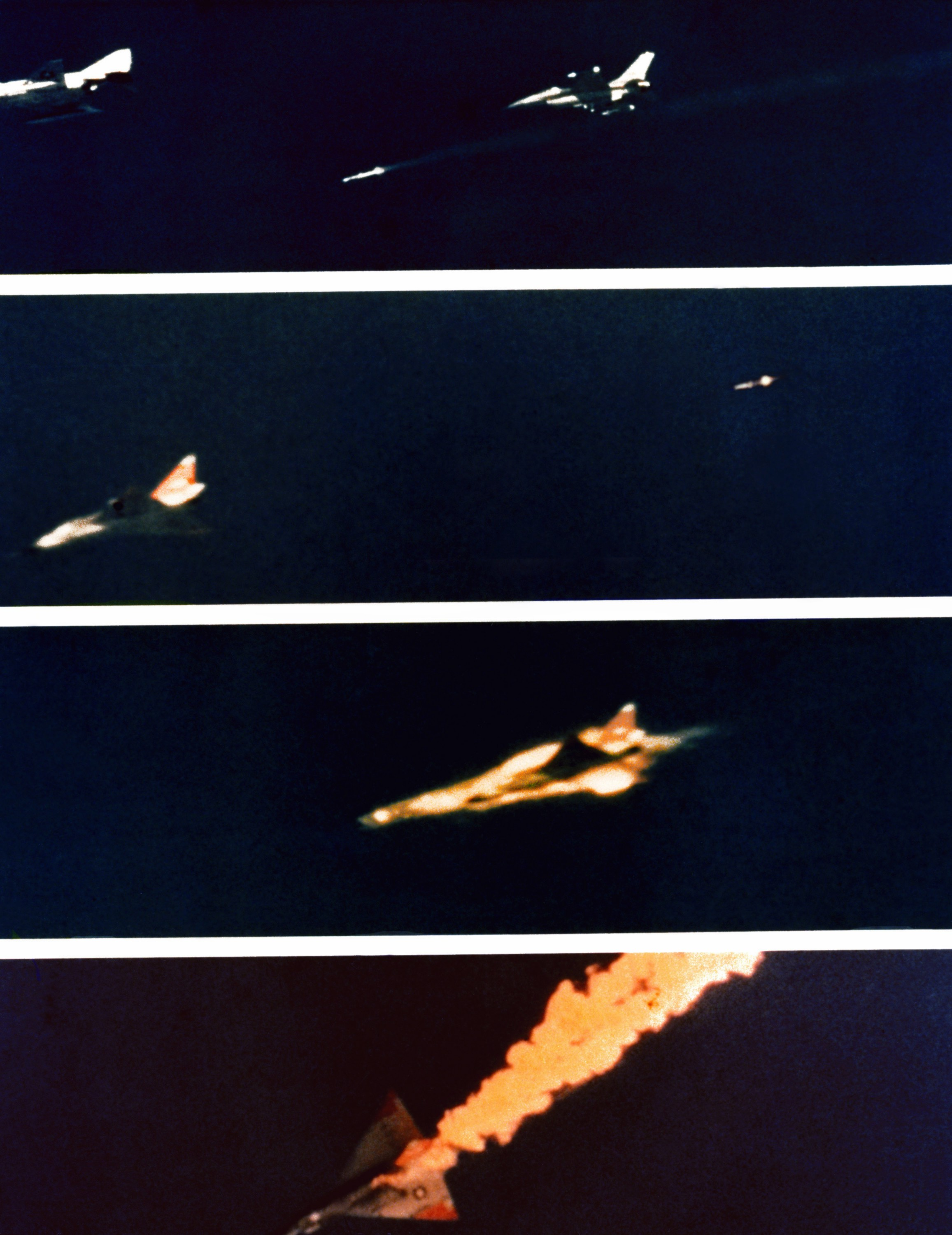
1982年に実施された最初の発射実験

AMRAAMは1975年からAIM-7 スパローの後継として開発が開始された。1979年2月、アメリカ空軍は概念開発段階に提案していた5社のうちからヒューズ・エアクラフト社のヒューズ・ミサイル・システムズとレイセオン社を選定、概念実証段階に進んだ。概念実証段階では1981年12月までに両社は試作ミサイルを3発ずつ発射、その結果からヒューズ・エアクラフト社製のものが優れているとされ、1982年に全規模開発契約（FSD）を結んだ。
この契約により、ヒューズ・エアクラフト社は100発弱の試験用AMRAAMを製造。1987年には低率初期生産（LRIP）が認められ、1991年に空軍が初期作戦能力（IOC）を獲得。1992年にフル生産が開始、1993年にはアメリカ海軍も初期作戦能力を獲得した。
1994年には誘導装置に改良がなされたAIM-120Bが、1996年にはF-22などのウェポンベイに収まるようAIM-120Bの前方のフィンを小型化したAIM-120Cが開発された。AIM-120Cはフィンを小型化した以外はAIM-120Bと同様であり、本来ではF-15やF-16などの非ステルス機にはAIM-120Bが使用され、F-22やF-35などのステルス機にはAIM-120Cが使用される予定であったが、ステルス機の配備・開発の遅れもあり、現在では非ステルス機でもAIM-120Cが使用されている。また現在は、目標情報のアップ・リンク対応や距離の延伸等の改良を施したAIM-120Dが開発され、実射試験を行っている。
AMRAAMの改良型については、かつて2基のラムジェットエンジンを取り付けたFMRAAM（Future Medium Range Air-to-Air Missile）の開発が計画されていたが、その後開発中止となった(下記参照)。FMRAAMはAMRAAMの倍近くとなる100km超の最大射程を性能目標としていたものの、ラムジェットエンジンを搭載する以外の変更点は無く、AMRAAMが搭載可能な機種であれば改修を行わなくても搭載が可能となる予定であった。
また、高・中高度防空ミサイルに転用したSL-AMRAAM（Surface Launched AMRAAM）も開発されており、こちらはノルウェーのコングスベルグ・ディフェンス&エアロスペース社がレイセオン社と共同開発した地対空ミサイルシステムNASAMSに採用された。

## 特徴
本ミサイルの主な特徴は「撃ちっ放し能力」（fire and forget）と「同時多目標攻撃能力」である。

### 撃ちっぱなし能力・同時多目標攻撃能力

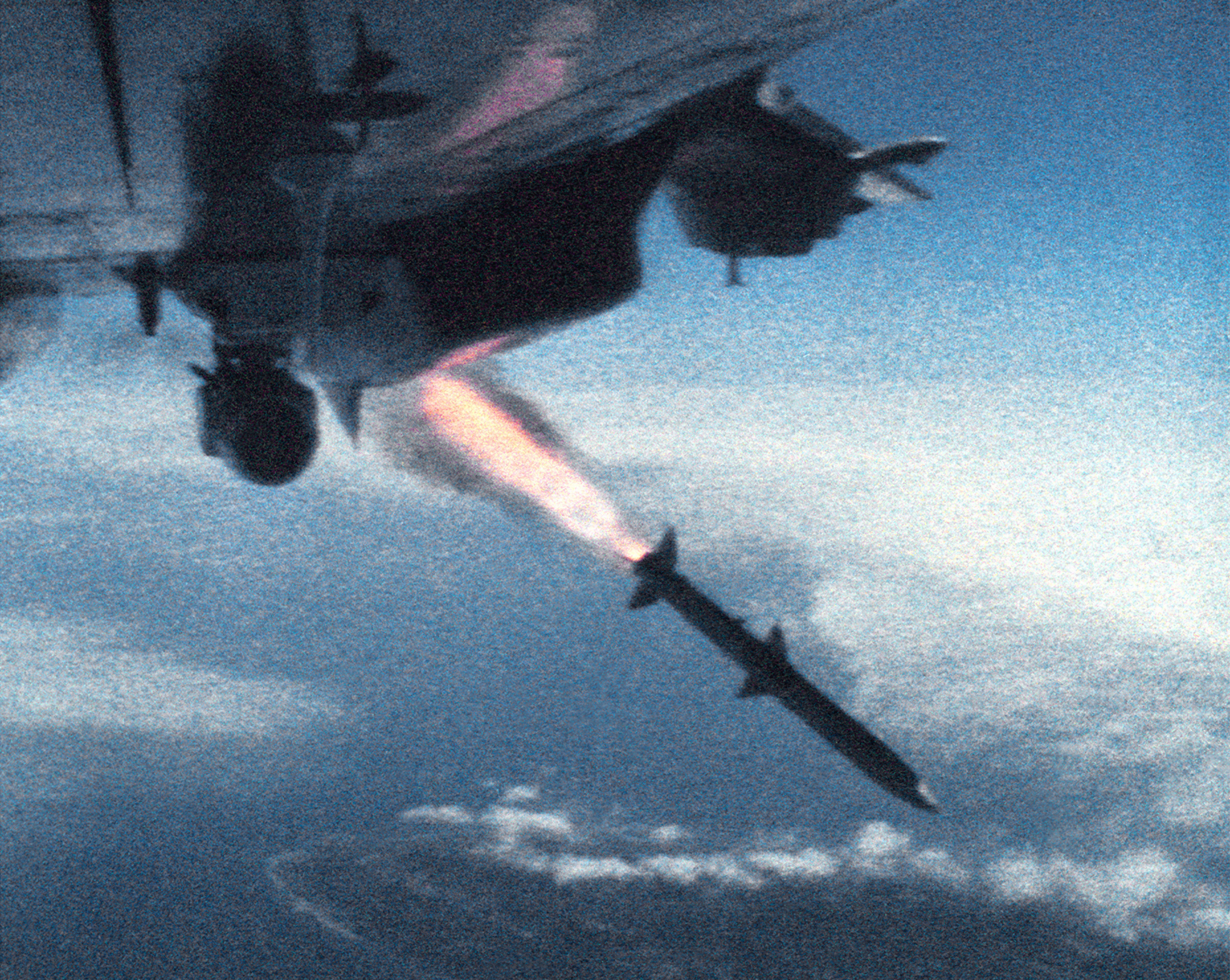
F-14より発射されるAIM-120

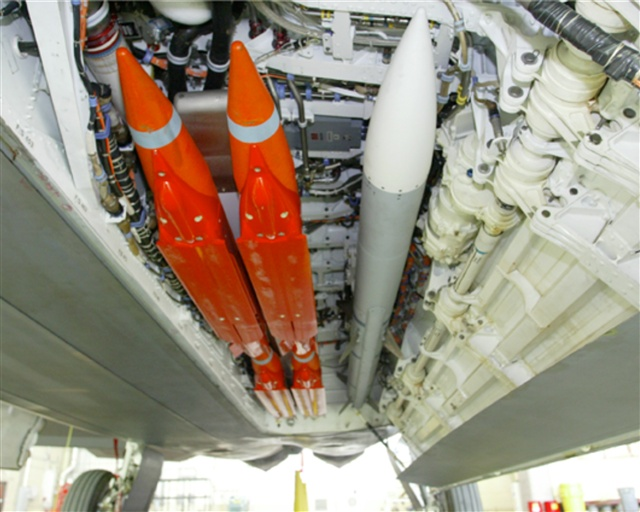
F-22のウェポンベイに搭載されたAIM-120

従来の中距離空対空ミサイルの主役であった旧型のスパロー・ミサイルは、セミアクティブ・レーダー・ホーミング（SARH）誘導方式であった。この方式は、飛翔時の誘導にミサイル外部の助けが必要であり、発射母機のレーダーから目標に対してレーダー波を放射し続け、ミサイルは目標からの反射波をレーダー・シーカーで捉える事で追尾を行い誘導される。発射母機はミサイルの発射後も敵に向けてレーダー波を放射し続け、ミサイルが外れるか衝突するまでその状態を維持しておく必要があった。従って自機のミサイルが飛翔中は、基本的に発射母機は回避行動が行えず、発射母機が誘導を継続する限り敵からの攻撃に対して脆弱になり、またミサイル自体の誘導も1発ずつしかできなかった。
AMRAAMは、レーダーに放射器まで搭載する事で、アクティブ・レーダー・ホーミング（ARH）方式、すなわちミサイル自身のレーダー放射による自律誘導を可能にした。これにより発射母機はミサイルを放った段階で回避行動が行える「撃ちっぱなし能力」が備わり、航空機の生存性が向上する。しかし、細いミサイルの弾頭部に内蔵されたレーダーはサイズの制約から性能が限られており、遠距離目標はレーダーの微弱な反射波が検出できないことで誘導不可能である。そのままでは実用上は短射程となるため、AMRAAMではアクティブ・レーダー・ホーミング方式に加え他の誘導方法も用いる事でその欠点を補った。すなわち、ミサイルを発射後、レーダー・シーカーが目標を捉える距離までは他の誘導方式で中間誘導を行い、目標接近後にアクティブ・レーダー・ホーミング方式で最後まで誘導する（終端誘導）というものである（LOBLとLOALも参照）
AMRAAMでは、目標接近までの中間誘導を慣性誘導と指令誘導（COLOS）で行う。目標接近後はアクティブ・レーダー・ホーミングで終端誘導を行う。発射母機は終端誘導が開始された時点で回避行動に移る事ができる。短距離の発射では、中間誘導を行わずに発射前からミサイルのレーダーで終端誘導に入ることで、発射母機は発射直後に行動の自由を得ることができる。中間誘導時に発射母機が攻撃を受けた場合は指令誘導を中止して回避運動を取ることも可能であり、ミサイルは慣性誘導によって定められた方位角で飛翔を続け中間誘導を継続することでアクティブ・レーダーの覆域内（ボアサイト内）に目標を捉えることを期待する。アクティブレーダーに検知されるとそのまま終末誘導へと切り替えて目標の撃墜を図る。ただし、このような慣性誘導だけの中間誘導では命中率が低下する。これらの誘導システムにより、AMRAAMは発射母機の火器管制システム（FCS）にもよるが、複数目標への同時攻撃も可能とした。

### その他の特徴
また、AMRAAMはECCM能力（対電子妨害対抗能力）にも優れ、仮に発射後ジャミング（電波妨害）を受けた場合、その電波の発信源へと誘導される。また、チャフによる妨害にも強いとされる。
他には、AMRAAMはAIM-7 スパローを超える射程を持ちながらも、弾体サイズは一回り小型となり、重量も軽量化されている。そのため
- これまでスパロー1発であったところを、AMRAAMなら2発搭載が可能となる機種が増えた。
- 従来はサイズや重量の関係で、物理的に短距離空対空ミサイル・AIM-9 サイドワインダーしか搭載できなかった個所にも搭載可能となる。

等の特長を持つ。特に後者については、これまでは対地攻撃などを行う際の自衛用ミサイルは短距離用のものしかなく頼りなかったのに対して、中距離ミサイルが装備可能となり生存性を高めることとなった。

### 名称
先述の通り、AMRAAMとはAdvanced Medium-Range Air-to-Air Missile（発展型中距離空対空ミサイル）の頭文字を取ったものであり、スパローやサイドワインダーといった通称とは趣旨が異なる。これはAMRAAMの計画から実用化までの期間が長く、その間呼び習わされたAMRAAMが通称として定着してしまっていたことによる。スラマー（slammer）という非公式の愛称を持つ。

## 基本型・派生型

### AIM-120A
AIM-120Aが最初の実用型であり、以後の改良された派生型の基本となったミサイルである。誘導装置にWGU-16/Bを用いた。

### AIM-120B
1994年から引渡しが始まった、AIM-120Bは、AIM-120AのWGU-16/Bに代えて、WGU-41/B誘導装置を用いた。WGU-41/Bは、EPROMによってプログラム変更を可能とし、プロセッサーもデジタル化された。
AIM-120B+
AIM-120Bの改良型　調達年度によって複数種類あり。基本的にAIMｰ120C系列と並行配備される予定だったためにAIM-120Cの改良をAIM-120Bに盛り込んだモデル。平成13年度／2001年度 政策評価書（要旨）（事前の事業評価）99式空対空誘導弾（改）で評価運用されていたのが確認できる。

### AIM-120C
AIM-120Cは、事前計画製品改良（P3I）プログラムによって、1991年より開発が始まった。誘導装置にWGU-44/Bを用い、F-22の兵器倉に3発収容可能とするために中央フィンと後部制御翼の先端を除いて小型化した。
AIM-120Cにはさらに細かな改良・派生型が存在する。それぞれ1つ前の型から各々の点で改良された。
AIM-120C-4
弾頭威力増強型
AIM-120C-5
推進ロケットモーターの大型化、誘導部の小型化、対電子対抗手段（ECCM）をアップグレードした。
AIM-120C-6
目標探知装置（TDD）をアップグレードした。
AIM-120C-7
新型レーダー・アンテナ、改良型シーカー・アッセンブリー、誘導電子機器の改良、慣性基準ユニットの装備、目標探知装置（TDD）の強化、フレキブル・データリンクの装備、将来のシステムの成長のための内部空間を提供するために電子部品の小型化などを行った。
AIM-120C-8

### AIM-120D
最新型で2015年4月にアメリカ海軍において初期作戦能力を獲得した。初の海外顧客はオーストラリアで2016年4月に輸出承認された。主な改良点は電子防護機能強化、射程と精度向上のためのGPS/IMU（衛星航法システム/慣性航法ユニット）の装備、双方向データリンクの装備、目標の回避ゾーンをなくすための運動エネルギー強化である。射程は従来型比で1.5倍に向上、マッハ4の速度で飛翔して100nm程度とも言われている。その他キネティック性能と兵器の有効性を向上させる新誘導ソフトウェアを導入し、高角度でのオフボアサイト射撃に最適化されている。
システム改善プログラム
2015年からはパフォーマンス向上のために設計されたいくつかのフォローオン・プログラムの1つとしてシステム改善プログラム(System Improvement Program、SIP-1)の運用テストが開始された。SIP-1のテストは2016年に完了したが、有効性と適合性の評価は保留中である。
2016年からはSIP-2運用テスト計画が進行中で、こちらは2017年から2018年に終了する予定。
2017年9月7日、レイセオンはSIP-3の製造および開発のため3,860万ドルの契約を受けた。
フォームフィット機能更新プログラム
レイセオンはフォームフィット機能更新プログラム(F3R)の元、新しいシグナルプロセッサを開発している。これはミサイルのガイダンスセクションの約半分を占める15枚の回路カードに影響するもので長年の生産と集積回路の開発の問題により技術の更新に遅れ陳腐化したAMRAAMの生産を2020年代に確実にするために実施されるものである。AIM-120のソフトウェア開発者はF3Rは2年以内に導入する準備が整うとしており、これにより新技術やアプリケーションを開発するためのより強力なプラットフォームを提供することになるとしていた。しかし、2017年7月にアプリケーション固有の集積回路（ASIC）が原因で遅れていることが報告されている。空軍と海軍は、レイセオンがASICの設計上の問題を解決できることを期待しているが問題により、2018年度の購入数を減少させており、加えてレイセオン自身も2019年度の設計のアップグレードを削減する予定でありキーとなる試験も1年遅れている。レイセオンの担当者は2017年6月のパリ航空ショーにおいて「修正案を見つけ出し、すべてが順調である」と述べたが、問題をどのように解決したかは顧客の敏感さを踏まえ特定しなかった。
AIM-120D-3

### FMRAAM
AIM-120の発展型でラムジェットエンジンを搭載し、それ以外はAIM-120Dと同様の改良がされる予定であった。FMRAAMはFuture Medium Range Air-to-Air Missile（将来中距離空対空ミサイル）の略。
FMRAAMは1990年代半ばにユーロファイター用の次世代ミサイルとして提案されたが、共同開発のミーティアに敗れ開発計画はキャンセルされた。

### NASAMS
ノルウェーとアメリカが開発した、AIM-120を使用する中高度防空ミサイルシステムである。アメリカがNASAMSを使用している他、ノルウェー、フィンランド、オランダ、スペイン、オマーンがNASAMSのアップグレード版であるNASAMS2を運用している。

## 生産と配備

### 実戦使用

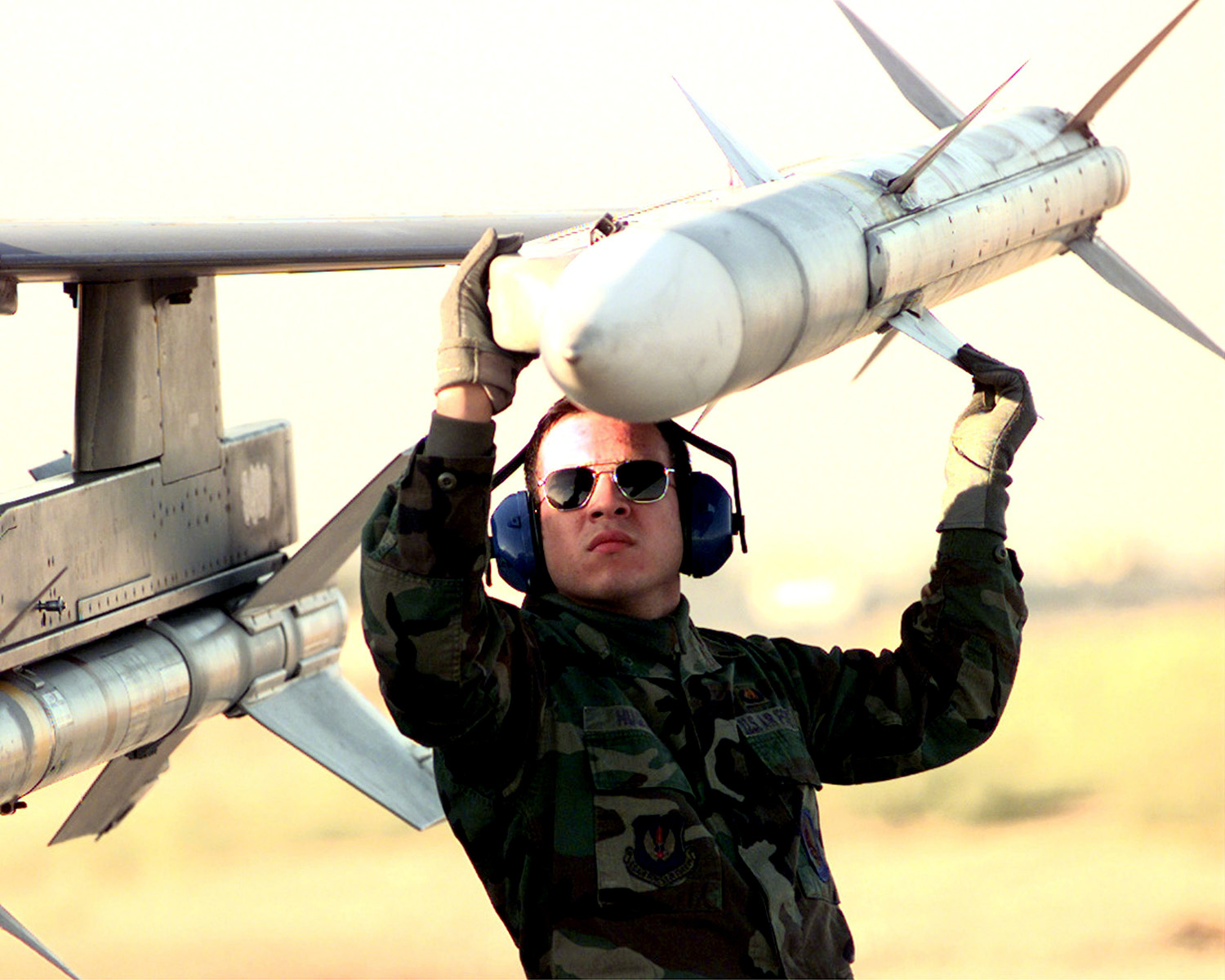
F-16の翼端に搭載されるAIM-120

AMRAAMの初の実戦は、1992年12月、イラク軍のMiG-25が2機飛行禁止空域を越え南下してきたのに対して、アメリカ空軍のF-16が早期警戒管制機の支援を受けAIM-120Aを発射、MiG-25 1機を撃墜した事例である。
ユーゴスラビア紛争でも使用されている。

### 輸出
AMRAAMは、当初からヨーロッパ諸国での使用も考慮されており、米国製の戦闘機以外にもイギリス・ドイツ・スペイン・イタリア共同開発のユーロファイター タイフーンや、スウェーデンで開発されたサーブ 39 グリペンなどにも搭載可能である。
スウェーデンのグリペンは、当初スカイフラッシュ Mk.2を搭載する予定でAMRAAMの採用には消極的だったが、グリペンがフィンランド空軍の戦闘機選定に漏れたことを契機に方針を転換した。スウェーデン空軍は1994年にAIM-120Cを発注し、Rb 99の名称で採用した。

### 日本での運用
航空自衛隊では飛行教導隊（現：飛行教導群）に44発のAIM-120B（及びC-5、C-7）が試験的に導入されたが本格導入はされず、AIM-7F/Mの後継としては国産の中距離空対空ミサイルである99式空対空誘導弾（AAM-4）が採用された。しかし、第4次F-Xで選定されたF-35Aには、胴体内ウエポンベイのサイズが合わないなどの問題があり、レイセオンはF-35用にはAIM-120の導入が望ましいとしている。
2014年12月12日、アメリカ国務省はAIM-120C-7 17基と訓練用キャプティブ弾2基、コンテナ、付属品、部品、サポートなど推定3,300万ドル分の日本への輸出を承認した。
2017年10月4日、アメリカ国務省はAIM-120C-7 56基、コンテナ、付属品、部品、サポートなど推定1億1,300万ドル分の日本への輸出を承認した。
2018年11月19日、アメリカ国務省はAIM-120C-7 32基、スペアコンテナ、付属品、部品、サポートなど推定6,300万ドル分の日本への輸出を承認した
2019年5月17日、アメリカ国務省はAIM-120C-7 160基、コンテナ、付属品、部品、サポートなど推定3億1,700万ドル分の日本への輸出を承認した
2020年8月26日、アメリカ国務省はAIM-120C-8 32基、AIM-120C-8誘導セクション1個、スペアコンテナ、付属品、部品、サポートなど推定6,300万ドル分の日本への輸出を承認した。
2022年7月25日、アメリカ国務省はAIM-120C-7/C-8 150基、AIM-120C-8誘導セクション3個、スペアコンテナ、付属品、部品、サポートなど推定2億9,000万ドル分の日本への輸出を承認した。
2023年12月15日、アメリカ国務省はAIM-120C-8 120基、AIM-120C-8誘導セクション3個、スペアコンテナ、付属品、部品、サポートなど推定2億2400万ドル分の日本への輸出を承認した。
2025年1月2日、アメリカ国務省はAIM-120C-8/AIM-120D-3 1200基、AIM-120C-8誘導セクション4個、AIM-120D-3誘導セクション20個、スペアコンテナ、付属品、部品、サポートなど推定36億4000万ドル分の日本への輸出を承認した。

### 採用国
オーストラリア
- オーストラリア空軍
  - F/A-18F

 ベルギー
- ベルギー空軍
  - F-16[31]

 バーレーン
- バーレーン空軍
  - F-16

 カナダ
- カナダ空軍
  - CF-188

 チリ
- チリ空軍
  - F-16

 チェコ
- チェコ空軍
  - JAS 39

 デンマーク
- デンマーク空軍
  - F-16

 フィンランド
- フィンランド空軍 - AIM-120C[32]
  - F/A-18[32]
  - NASAMS 2

 ドイツ
- ドイツ空軍
  - F-4F ICE
  - タイフーン

 ギリシャ
- ギリシャ空軍 - AIM-120B/C[33]
  - F-4
  - F-16

 ハンガリー
- ハンガリー空軍
  - JAS-39

 イスラエル
- イスラエル航空宇宙軍
  - F-15C
  - F-15I
  - F-16

 イタリア
- イタリア空軍
  - タイフーン
  - F-16
- イタリア海軍
  - AV-8

 日本
- 航空自衛隊
  - F-15J（試験採用）
  - F-35

 ヨルダン
- ヨルダン空軍
  - F-16

 韓国
- 大韓民国空軍
  - F-15K
  - F-16
  - FA-50

 クウェート
- クウェート空軍
  - F/A-18C/D

 マレーシア
- マレーシア空軍

 モロッコ
- モロッコ空軍 - AIM-120C7[34]
  - F-16

 オランダ
- オランダ空軍
  - F-16
  - NASAMS

 ノルウェー
- ノルウェー空軍
  - F-16
  - NASAMS

 オマーン
- オマーン空軍

 パキスタン
- パキスタン空軍 - AIM-120C[35]
  - F-16

 ポーランド
- ポーランド空軍
  - F-16

 ポルトガル
- ポルトガル空軍
  - F-16

 カタール
- カタール空軍 - AIM-120C-7[36]

 台湾
- 台湾空軍
  - F-16

 シンガポール
- シンガポール空軍 - AIM-120C-5/7[37]
  - F-15SG
  - F-16

 スイス
- スイス空軍
  - F/A-18

 サウジアラビア
- サウジアラビア空軍
  - F-15
  - F-15S

 スペイン
- スペイン空軍
  - F/A-18
  - タイフーン
- スペイン陸軍
  - NASAMS
- スペイン海軍
  - AV-8

 スウェーデン
- スウェーデン空軍
  - JAS 39

 タイ
- タイ王国空軍
  - JAS 39
  - F-16

 トルコ
- トルコ空軍
  - F-4
  - F-16

 アラブ首長国連邦
- アラブ首長国連邦空軍
  - F-16

 イギリス
- イギリス空軍
  - トーネード ADV
  - タイフーン
- イギリス海軍
  - シーハリアー FA Mk.2

 アメリカ合衆国
- アメリカ空軍
  - F-15C/D
  - F-16
  - F-22
- アメリカ海軍
  - F/A-18A+/C
  - F/A-18E/F
  - EA-18G
- アメリカ海兵隊
  - F/A-18C/D
  - AV-8
- ウクライナ
  - ウクライナ空軍
  - NASAMS

## 参考図書
- The International Institute for Strategic Studies (IISS) (2024) (英語). The Military Balance 2024. Routledge. ISBN 978-1-032-78004-7
- 青木謙知、「空中戦の革命！ 視程外射程ミサイル」『軍事研究2012年1月号』、ジャパン・ミリタリー・レビュー、雑誌 03241-01、ISSN 0533-6716
- 嶋田久典、竹内修『世界の名機シリーズ JAS39 グリペン〈増補版〉』イカロス出版、2017年10月30日。ISBN 978-4-8022-0411-8。